# هوزان كاني
هوزان كاني (ولدت باسم سعيدة إيناك عام 1971) هي مغنية ألمانية كردية، اشتهرت بإسهاماتها في الموسيقى الكردية.

## الحياة
ولدت في منطقة قرايازي في محافظة أرضروم التركية. انتقلت إلى أضنة وإسطنبول عقب المدرسة الابتدائية لمواصلة دراستها. ثم حضرت ASM ومدارس عارف ساج للموسيقى ودرست الغناء تحت إشراف فرقين شيار وكاظم بورا لمدة ثلاث سنوات. منذ الطفولة استمعت كاني إلى البرامج الموسيقية التي تبثها الإذاعة الكردية بيريفان في أرمينيا وتأثرت بمطربين مشهورين مثل عائشة شان ومريم زان.
خلال الثمانينيات والتسعينيات، تم قمع الثقافة الكردية في تركيا. تم القبض على كاني وسجنها وتعذيبها عدة مرات من قبل الشرطة التركية. ألقي القبض عليها في حفل موسيقي في وان عام 1991 وسُجنت لمدة تسعة أشهر. تعرضت للاعتداء مرة أخرى وتم إطلاق النار عليها ثلاث مرات من قبل مسلحين مجهولين بعد حضورها حفلة موسيقية للحزب الديمقراطية. بعد هذه الحوادث، فرت من تركيا وطلبت اللجوء في ألمانيا حيث عملت مع أكاديمية الثقافة والفنون الكردية (Akademiya Cand û Hunera Kurdî) وأصدرت عدة ألبومات.
في عام 2017، ظهرت كاني في مقطع فيديو وهي تنتقد سجن السياسي الكردي صلاح الدين دميرطاش من قبل الحكومة التركية. وقالت: «ندين العقلية التي تصف إرادة 6 ملايين شخص بأنها إرهابية».
في عام 2018، كانت كاني تناضل من أجل حزب الشعوب الديمقراطي في ولاية أدرنة، بالقرب من مكان سجن زعيم حزب الشعوب الديمقراطي صلاح الدين دميرطاش. اعتقلت في 22 يونيو 2018 بتهمة الإرهاب، والانتماء إلى ميليشيا حزب العمال الكردستاني. كما تم اقتراح منشور على تويتر نشرته عن فيلمها «الإبادة الجماعية 74 في سنجار» والذي أخرجته ومثّلت فيه على أنه دعاية إرهابية. يدور الفيلم حول الإبادة الجماعية اليزيدية التي نفذها تنظيم الدولة الإسلامية في منطقة سنجار العراقية. شوهدت في التغريدة بجانب مقاتلين أكراد. في 14 نوفمبر 2018، حُكم عليها بالسجن 6 سنوات و3 أشهر. لقد أدينت «بالانتماء إلى منظمة إرهابية» ولكن تمت تبرئتها من تهم أخرى هي: التحريض على الفتنة، وإهانة مصطفى كمال أتاتورك مؤسس تركيا الحديثة. تم احتجازها في سجن النساء في منطقة باقر كوي بإسطنبول. تم إطلاق سراحها من السجن في 30 سبتمبر 2020، لكن لم يُسمح لها بالسفر من تركيا. ابنتها غونول أورس متهمة أيضا بالإرهاب في تركيا.
في 18 أكتوبر 2021، حكمت محكمة في أدرنة على كاني بالسجن ثلاث سنوات وشهر و15 يومًا بتهمة دعم حزب العمال الكردستاني. اعتبر المحتوى الموجود على حسابيها على فيسبوك وتويتر، وكذلك مقاطع الفيديو الموسيقية الخاصة بها، من بين أسباب هذا الحكم الصادر عن المحكمة التركية.

## ديسكغرفي

### ألبومات
1. Rê Waye, lê lê lê Dayê, Ataman Music
2. Hozanê Kurdî
3. Eşqa Welat, Kom Muzîk, Germany, 2000.[15]
4. Wezîrê Min, D&D Sound Production GbR.
5. Dîlana Dila, Mîr Muzîk, 2005.
6. Vegere, Kom Muzîk and Play Sound, France, 2006.[16]